# Belinda Snell
Belinda Snell (* 10. Januar 1981 in Mirboo North, Australien) ist eine professionelle Basketball-Spielerin. Von 2005 bis 2011 spielte sie in der Women’s National Basketball Association. Zurzeit spielt sie für das Team der Bendigo Spirit in der australischen Women’s National Basketball League (WNBL). Die 1,80 Meter große Snell wird hauptsächlich auf der Position des Guards eingesetzt.
Nach Titelgewinnen während ihrer Zeit in Australien wechselte Snell 2005 zu den Phoenix Mercury in die WNBA. In ihrer dritten WNBA-Saison gewann sie mit dem Team ihren ersten Meistertitel. Zudem gewann sie mit dem Nationalteam bei der Basketball-Weltmeisterschaft 2006 die Goldmedaille. In den WNBA-Saisonpausen spielte sie meist für europäische Mannschaften.

## Karriere

### Australien (Women’s National Basketball League)
Ihre Profi-Karriere begann Snell 1998 am Australian Institute of Sport (AIS) mit denen sie bereits in ihrer ersten Saison die WNBL-Meisterschaft gewinnen konnte. In der Saison 1999/2000 wurde sie zum Co-Captain des AIS ernannt. Nach zwei Saisons am AIS wechselte sie zu den Sydney Uni Flames. In ihrer ersten Saison für die Flames gewann sie bereits ihren zweiten WNBL Meistertitel. In den darauf folgenden vier Saisons erreichte sie zwar mit den Flames jedes Mal das Finale, jedoch blieb der Gewinn einer weiteren WNBL-Meisterschaft vorerst aus. Nach der Saison 2004/05 in der sie mit 54 Punkten in einem Spiel einen neuen Vereinsrekord bei den Flames aufstellte wechselte sie als Free Agent zu den Phoenix Mercury in die WNBA.
Am 4. September verkündete die WNBL, dass Snell in der WNBL-Saison 2011/12 bei den Sydney Uni Flames unter Vertrag stehen wird. Seit der Saison 2014/15 spielt Snell in der WNBL für das Team der Bendigo Spirit.

### Women’s National Basketball Association (WNBA)
In der WNBA-Saison 2005 stand sie für die Mercury in 20 Spielen auf dem Feld und erzielte dabei durchschnittlich 3,3 Punkte und 1,8 Rebounds pro Spiel. In der WNBA Saisonpause 2005/06 spielte sie noch eine letzte Saison für die Sydney Uni Flames, jedoch erreichte sie 2006 erstmals in sechs Jahren das Finale nicht. In der WNBA-Saison 2006 stand sie bereits in 30 Spielen für die Mercury am Feld, jedoch veränderte sich ihre Spielzeit kaum, wodurch sich ihr Punkteschnitt mit 3,3 auf demselben Niveau wie im Vorjahr bewegte. In der Saison 2007 gewann sie mit den Mercury ihre erste WNBA-Meisterschaft und hatte ihre ersten Einsätze in der Startformation des Teams. Nachdem sie 2008 bei keiner WNBA-Mannschaft unter Vertrag stand, konzentrierte sie sich auf die Olympischen Sommerspiele. 2009 unterschrieb sie bei den San Antonio Silver Stars. In der WNBA-Saison 2009 spielte sie ihre bisher stärkste Saison. Snell erzielte durchschnittlich 6,2 Punkte und 2,3 Rebounds pro Spiel. In den Playoffs stand sie jedoch für die Silver Stars nur einmal auf dem Platz.
In der WNBA-Saison 2010 stand sie für die Silver Stars nur in zwei Spielen auf dem Feld. Am 9. Februar 2011 unterzeichnete sie als Free Agent einen Vertrag bei den Seattle Storm. Dort kam sie 21 Spielen nur als Einwechselspielerin zum Einsatz. Die Spielzeit 2011 war die vorerst letzte von Snell in der WNBA.
Bis zu diesem Zeitpunkt bestritt sie in 6 WNBA-Saisons in der regulären Saison 133 Spiele, dabei stand sie 9 Mal in der Startformation und erzielte 509 Punkte, 210 Rebounds und 130 Assists. In 11 Playoffpartien (ohne einen Einsatz in der Startformation) erzielte sie 130 Punkte, 11 Rebounds und 8 Assists.

### Europa
In der Saisonpause der WNBA spielt Snell wie viele WNBA-Spielerinnen regelmäßig in Europa. Seit dem Jahr 2006 stand sie dabei für Teams aus Italien, Frankreich, Russland, Spanien und Polen auf dem Platz. Zuletzt spielte sie in der Saison 2013/14 für den polnischen Verein CCC Polkowice. Dabei gewann sie mit ihren Teams je einmal die Basketball-Landesmeisterschaft in Polen und Frankreich sowie zweimal den Titel in Spanien. Mit dem spanischen Team Perfumerías Avenida Salamanca gewann sie außerdem im Jahr 2011 die Euroleague Women.

### Nationalmannschaft
Snell gewann mit der australischen Basketballnationalmannschaft der Damen die Silbermedaille bei den Olympischen Spielen 2004 in Athen und 2008 in Peking sowie die olympische Bronzemedaille 2012 in London. Zudem gewann sie mit dem Team bei der Basketball-Weltmeisterschaft 2006 die Goldmedaille. Nach Platz 5 bei der Weltmeisterschaft 2010 errang sie mit der Nationalmannschaft den dritten Platz bei der WM 2014. Außerdem gewann sie mit dem Nationalteam die Ozeanienmeisterschaften 2013 und 2015.